# العلاقات التشيكية السودانية
العلاقات التشيكية السودانية هي العلاقات الثنائية التي تجمع بين التشيك والسودان.

## مقارنة بين البلدين
هذه مقارنة عامة ومرجعية للدولتين:
| وجه المقارنة                                              | التشيك                                                                            | السودان                     |
| --------------------------------------------------------- | --------------------------------------------------------------------------------- | --------------------------- |
| المساحة (كم2)                                             | 78.87 ألف                                                                         | 1.89 مليون                  |
| عدد السكان (نسمة)                                         | 10.52 مليون                                                                       | 40.53 مليون                 |
| الكثافة السكانية (ن./كم²)                                 | 133.38                                                                            | 21.44                       |
| العاصمة                                                   | براغ                                                                              | الخرطوم                     |
| اللغة الرسمية                                             | اللغة التشيكية                                                                    | اللغة العربية، لغة إنجليزية |
| العملة                                                    | كرونة تشيكية، كرونة تشيكوسلوفاكية                                                 | جنيه سوداني                 |
| الناتج المحلي الإجمالي (بليون دولار)                      | 215.73 مليار                                                                      | 117.49 مليار                |
| الناتج المحلي الإجمالي (تعادل القوة الشرائية) بليون دولار | 356.15 مليار                                                                      | 176.55 مليار                |
| الناتج المحلي الإجمالي الاسمي للفرد دولار أمريكي          | 17.55 ألف                                                                         | 2.41 ألف                    |
| الناتج المحلي الإجمالي للفرد دولار أمريكي                 | 31.19 ألف                                                                         | 4.07 ألف                    |
| مؤشر التنمية البشرية                                      | 0.878                                                                             | 0.479                       |
| رمز المكالمات الدولي                                      | +420                                                                              | +249                        |
| رمز الإنترنت                                              | .cz                                                                               | سودان                       |
| المنطقة الزمنية                                           | ت ع م+01:00، ت ع م+02:00، توقيت وسط أوروبا، توقيت وسط أوروبا الصيفي، أوروبا/براغ ‏ | ت ع م+03:00، ت ع م+02:00    |

## منظمات دولية مشتركة
يشترك البلدان في عضوية مجموعة من المنظمات الدولية، منها:
| علم المنظمة | اسم المنظمة                               | تاريخ انضمام التشيك | تاريخ انضمام السودان |
| ----------- | ----------------------------------------- | ------------------- | -------------------- |
|             | مؤسسة التنمية الدولية                     | 1993                | 24 سبتمبر 1960       |
|             | مؤسسة التمويل الدولية                     | 1993                | 21 أكتوبر 1960       |
|             | منظمة حظر الأسلحة الكيميائية              | ?                   | ?                    |
|             | الأمم المتحدة                             | 19 يناير 1993       | 12 نوفمبر 1956       |
|             | الاتحاد الدولي للاتصالات                  | 1993                | 23 أكتوبر 1957       |
|             | منظمة الشرطة الجنائية الدولية             | ?                   | ?                    |
|             | البنك الدولي للإنشاء والتعمير             | 1993                | 5 سبتمبر 1957        |
|             | الاتحاد البريدي العالمي                   | ?                   | ?                    |
|             | المركز الدولي لتسوية المنازعات الاستشارية | 22 أبريل 1993       | 9 مايو 1973          |
|             | وكالة ضمان الاستثمار متعدد الأطراف        | 1993                | 7 نوفمبر 1991        |
|             | يونسكو                                    | 22 فبراير 1993      | 26 نوفمبر 1956       |
|             | الفريق المعني برصد الأرض                  | ?                   | ?                    |

## وصلات خارجية
- موقع وزارة الخارجية التشيكية
- موقع وزارة الخارجية السودانية